# Tribunale di commercio
Il tribunale di commercio è un organo giurisdizionale competente a decidere sulle controversie di diritto commerciale. 
Istituiti in Francia, con altri ordinamenti che ne hanno poi seguito il modello tra cui il Belgio e, in passato, l'Italia, sono stati aboliti oltre che nella stessa Francia anche da Paesi Bassi, Portogallo, Brasile e la stessa Italia.

## Storia
In Francia i tribunali di commercio furono introdotti all'epoca della Rivoluzione, con legge del 16 e 24 agosto 1790, riprendendo le precedenti jurisdictions consulaires (così dette perché costituite da un giudice e quattro consoli elettivi), la prima delle quali fu creata a Lione nel 1419. Attualmente sono 141. I giudici sono eletti da un collegio elettorale costituito dai giudici in carica, dagli ex giudici e dai délégués consulaires eletti a loro volta dai commerciati; rimangono in carica per quattro anni e possono ricoprire fino a quattro mandati consecutivi. Il presidente è eletto dai giudici, per quattro anni, tra quelli di loro che esercitano le funzioni da almeno sei anni.
In Italia, secondo l'ordinamento giudiziario stabilito dal R.D. 5 dicembre 1865, n. 2626, il tribunale di commercio giudicava in prima istanza e in appello le cause di natura commerciale. Ne furono creati 25. Erano composti da un presidente, dagli eventuali vicepresidenti (laddove divisi in sezioni: la prima era presieduta dal presidente, le altre dai vicepresidenti), nonché da giudici ordinari e supplenti, tutti scelti tra i commercianti, nominati dal Re su proposta della camera di commercio per tre anni, rinnovabili una sola volta. Giudicavano in collegi costituiti da tre magistrati. Ove per difetto di giudici ordinari e supplenti non potessero funzionare, la loro competenza era provvisoriamente devoluta al tribunale civile e correzionale del circondario (ora tribunale ordinario). Furono soppressi con la legge 25 gennaio 1888, n. 5174, che unificò la giurisdizione commerciale a quella civile, attribuendola al tribunale civile e correzionale.

## Competenza
La competenza riguarda le controversie insorte tra commercianti e, in certi casi, tra questi e non commerciati, nonché in materia di società commerciali, fallimento e altre procedure concorsuali, costituito da giudici laici eletti o comunque tratti dai commercianti (in Belgio, però, il presidente è un magistrato professionale).